# Ligne de l'Albula
Pour les articles homonymes, voir Albula.
La ligne de l'Albula est une ligne de chemin de fer située en Suisse, entre Thusis et Saint-Moritz dans le canton des Grisons. Cette ligne est construite à voie métrique et se situe dans la région d'Albula. Elle emprunte la vallée de la rivière Albula, d'où elle tire son nom. Son tracé est difficile et a nécessité la construction de 39 tunnels et 55 viaducs. L'exploitation de cette ligne est assurée par les chemins de fer rhétiques. 
Le célèbre train touristique Glacier Express circulant entre Zermatt et Saint-Moritz, emprunte cette ligne.
Cette ligne est inscrite au patrimoine mondial de l'Unesco.

## Historique
- Le 1er juillet 1903 est ouverte la section Thusis - Filisur - Celerina[1],[2],[3].
- Le 10 juillet 1904 est ouverte la section de Celerina à Saint-Moritz[1],[2].
- Le 15 octobre 1919, la traction électrique est inaugurée.
- Le 25 juin 1930 circule le premier train Glacier Express
- Le 7 juillet 2008, la ligne est classée au patrimoine mondial de l'humanité par l'Unesco

## Record
Avec 1910 mètres de long, 25 rames de 4 voitures de type Capricorn soit 100 voitures au total ; c'est sur cette ligne que le train voyageur le plus long du monde a circulé le samedi 29 octobre 2022.

## Tracé
La ligne part de la gare de Thusis à 641 mètres d'altitude pour atteindre 1 815 mètres d'altitude au point culminant de la ligne dans le tunnel de l'Albula. La gare de Saint-Moritz, terminus de la ligne, est située à 1 775 mètres d'altitude. Le parcours est sinueux et il comporte des rampes de 35 mm par mètre.
La ligne emprunte de très nombreux ouvrages d'art pour franchir les vallées adjacentes et gravir les contreforts du massif de l’Albula. Elle décrit plusieurs boucles dans quatre tunnels hélicoïdaux pour gagner de l'altitude.

### Ouvrages d'art

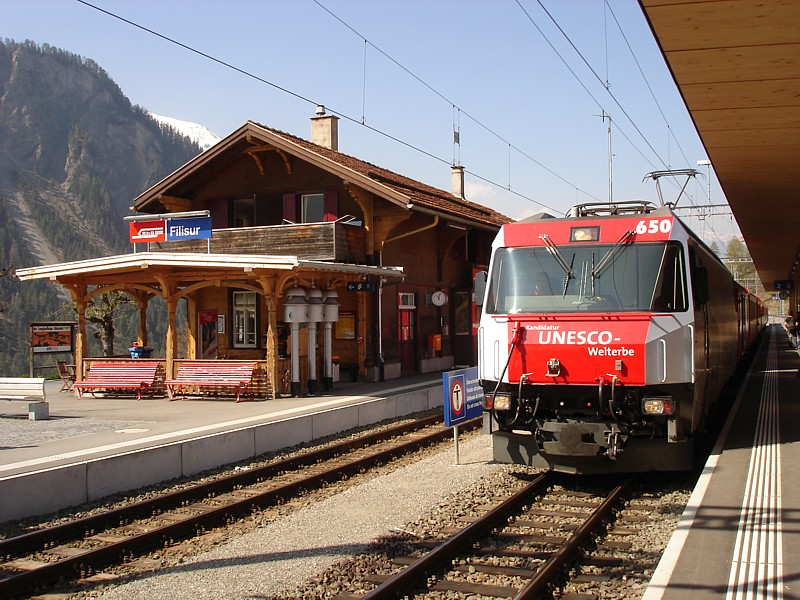
Un train en gare de Filisur avec publicité pour la candidature à une inscription, par un comité de l'Unesco, sur la liste du patrimoine mondial.

Les ouvrages principaux sont le viaduc de Landwasser, long de 136 mètres, haut de 65 mètres, et le tunnel de l'Albula, long de 5 865 mètres.